# Belgian Mastiff
Il mastino belga, noto anche come Chien de Trait Belge, Mâtin Belge e Belgian Draft Dog, era una razza di cane di tipo mastino proveniente dai Paesi Bassi che veniva usato come animale da tiro, si crede oggi sia estinto.
La razza è stata vista in tutto il Belgio e nei Paesi Bassi trainare carri, spesso consegnando latte, burro, carne e verdure.